# Cloud Nine (album The Temptations)
Cloud Nine è un album del gruppo musicale statunitense The Temptations, pubblicato dalla Gordy, un'etichetta discografica della Motown, nel 1969.
L'album è prodotto da Norman Whitfield. Tra i brani, oltre a I Heard It Through the Grapevine che era stata incisa poco prima da Marvin Gaye, sono presenti anche le cover di Love Is a Hurtin' Thing di Lou Rawls e Hey Girl di Freddie Scott, uscite in anni precedenti. Le canzoni, fatta eccezione per le ultime due citate, sono firmate da Whitfield e Barrett Strong, con la collaborazione di altri tre autori in I Gotta Find a Way (To Get You Back).
L'uscita del disco viene anticipata da quella di due singoli: nel 1968 l'omonimo Cloud Nine, l'anno seguente Runaway Child, Running Wild, brano la cui durata nell'occasione è stata praticamente dimezzata (da quasi dieci minuti a meno di cinque) per esigenze di spazio sul vinile a 7".

## Tracce

### Lato A
1. Cloud Nine
2. I Heard It Through the Grapevine
3. Runaway Child, Running Wild

### Lato B
1. Love Is a Hurtin' Thing
2. Hey Girl
3. Why Did She Have to Leave Me (Why Did She Have to Go)
4. I Need Your Lovin'
5. Don't Let Him Take Your Love from Me
6. I Gotta Find a Way (To Get You Back)
7. Gonna Keep on Tryin' till I Win Your Love